# Liste der Kulturdenkmale in Haßlau (Roßwein)
In der Liste der Kulturdenkmale in Haßlau sind die Kulturdenkmale des Roßweiner Ortsteils Haßlau verzeichnet, die bis März 2024 vom Landesamt für Denkmalpflege Sachsen erfasst wurden (ohne archäologische Kulturdenkmale). Die Anmerkungen sind zu beachten.
Diese Aufzählung ist eine Teilmenge der Liste der Kulturdenkmale in Roßwein.

## Haßlau
| Bild                                    | Bezeichnung                                                                 | Lage              | Datierung           | Beschreibung | ID       |
| --------------------------------------- | --------------------------------------------------------------------------- | ----------------- | ------------------- | --- | -------- |
| Direkt Bild zu diesem Denkmal hochladen | Wohnstallhaus                                                               | Haßlau 16 (Karte) | Um 1800             | Weitgehend original erhaltenes Wohnstallhaus, von baugeschichtlichem Wert. Zweigeschossig, giebelständig zur Dorfstraße, vermutlich Fachwerk-Obergeschoss. Objekt wurde ursprünglich falsch erfasst unter Dorfstraße 16. | 09205903 |
| Direkt Bild zu diesem Denkmal hochladen | Wohnstallhaus, Scheune, Stallgebäude und Seitengebäude eines Vierseithof    | Haßlau 39 (Karte) | Bezeichnet mit 1798 | Ortsbildprägendes, ländliches Anwesen mit gut erhaltenen Wohn- und Wirtschaftsgebäuden in Fachwerkbauweise von bau- und sozialgeschichtlichem Wert. - Wohnstallhaus: Erdgeschoss massiv, Obergeschoss Fachwerk unverändert, Segmentbogenportal mit Schlussstein, Satteldach - Stall/Auszugshaus: mit Kumthalle und preußischen Kappen im Stall, Gebäude mit Veränderungen durch Sanierung - Scheune: niedriger Ziegelsockel, Fachwerk - Seitengebäude: Erdgeschoss massiv, beeinträchtigt durch Garage, Obergeschoss Fachwerk Objekt wurde ursprünglich falsch erfasst unter Dorfstraße 39. | 09205902 |
| Direkt Bild zu diesem Denkmal hochladen | Wohnstallhaus, zwei Seitengebäude, Scheune und Torbögen eines Vierseithofes | Haßlau 52 (Karte) | Bezeichnet mit 1802 | Ortsbildprägender Vierseithof mit weitgehend unverändert erhaltenen Fachwerkgebäuden, baugeschichtlich interessantes Wohnstallhaus mit zwei Segmentbogenportalen (bezeichnet mit 1802), baugeschichtlich von Bedeutung. - Wohnstallhaus: Erdgeschoss massiv, Obergeschoss zur Hälfte in Fachwerk, Segmentbogenportale mit Schlussstein, Giebelseite zum Dorf nachträglich massiv errichtet - Auszugshaus/Stall: Erdgeschoss in Bruchstein, originale Öffnungen, Obergeschoss in Fachwerk, Dachaufbau (Aufzug), Durchfahrt zum Hof - Scheune: Sockel in Bruchstein, Fachwerk - Seitengebäude: Erdgeschoss massiv, Obergeschoss in Fachwerk Objekt wurde ursprünglich falsch erfasst unter Dorfstraße 52. Ca. fünf bis zehn Jahre Leerstand, Hof voller Bäume (2013). | 09205918 |

## Tabellenlegende
- Bild: Bild des Kulturdenkmals, ggf. zusätzlich mit einem Link zu weiteren Fotos des Kulturdenkmals im Medienarchiv Wikimedia Commons. Wenn man auf das Kamerasymbol klickt, können Fotos zu Kulturdenkmalen aus dieser Liste hochgeladen werden:
- Bezeichnung: Denkmalgeschützte Objekte und ggf. Bauwerksname des Kulturdenkmals
- Lage: Straßenname und Hausnummer oder Flurstücknummer des Kulturdenkmals. Die Grundsortierung der Liste erfolgt nach dieser Adresse. Der Link (Karte) führt zu verschiedenen Kartendiensten mit der Position des Kulturdenkmals. Fehlt dieser Link, wurden die Koordinaten noch nicht eingetragen. Sind diese bekannt, können sie über ein Tool mit einer Kartenansicht einfach nachgetragen werden. In dieser Kartenansicht sind Kulturdenkmale ohne Koordinaten mit einem roten bzw. orangen Marker dargestellt und können durch Verschieben auf die richtige Position in der Karte mit Koordinaten versehen werden. Kulturdenkmale ohne Bild sind an einem blauen bzw. roten Marker erkennbar.
- Datierung: Baubeginn, Fertigstellung, Datum der Erstnennung oder grobe zeitliche Einordnung entsprechend des Eintrags in der sächsischen Denkmaldatenbank
- Beschreibung: Kurzcharakteristik des Kulturdenkmals entsprechend des Eintrags in der sächsischen Denkmaldatenbank, ggf. ergänzt durch die dort nur selten veröffentlichten Erfassungstexte oder zusätzliche Informationen
- ID: Vom Landesamt für Denkmalpflege Sachsen vergebene, das Kulturdenkmal eindeutig identifizierende Objekt-Nummer. Der Link führt zum PDF-Denkmaldokument des Landesamtes für Denkmalpflege Sachsen. Bei ehemaligen Kulturdenkmalen können die Objektnummern unbekannt sein und deshalb fehlen bzw. die Links von aus der Datenbank entfernten Objektnummern ins Leere führen. Ein ggf. vorhandenes Icon  führt zu den Angaben des Kulturdenkmals bei Wikidata.